# Реутово (станция)
Ре́утов — узловая железнодорожная станция Горьковского направления Московской железной дороги и линии МЦД-4, находящаяся в городе Реутов Московской области.

## История
Станция основана в 1897 году и названа по фабричному посёлку Реутово (впоследствии город Реутов). В 1913 году проложено ответвление до Балашихи. Во время Первой мировой войны с 1 ноября 1914 года на станции был развёрнут госпиталь.
С 1960—1961 гг. по 1989 год планировалось построить станцию метро у платформы Реутово, но проект не был реализован. Вместо этого в 2012 году примерно в километре южнее железнодорожной станции введена станция метро «Новокосино» Калининской линии Московского метрополитена.
В 2004 году на станции появились турникеты. В 2006 году была запланирована, а летом 2007 года реализована реконструкция со строительством новых платформ с навесами, кассами и плиткой вместо прежнего асфальтового покрытия. В рамках реконструкции также было снесено вокзальное здание, простоявшее на своём месте 99 лет.

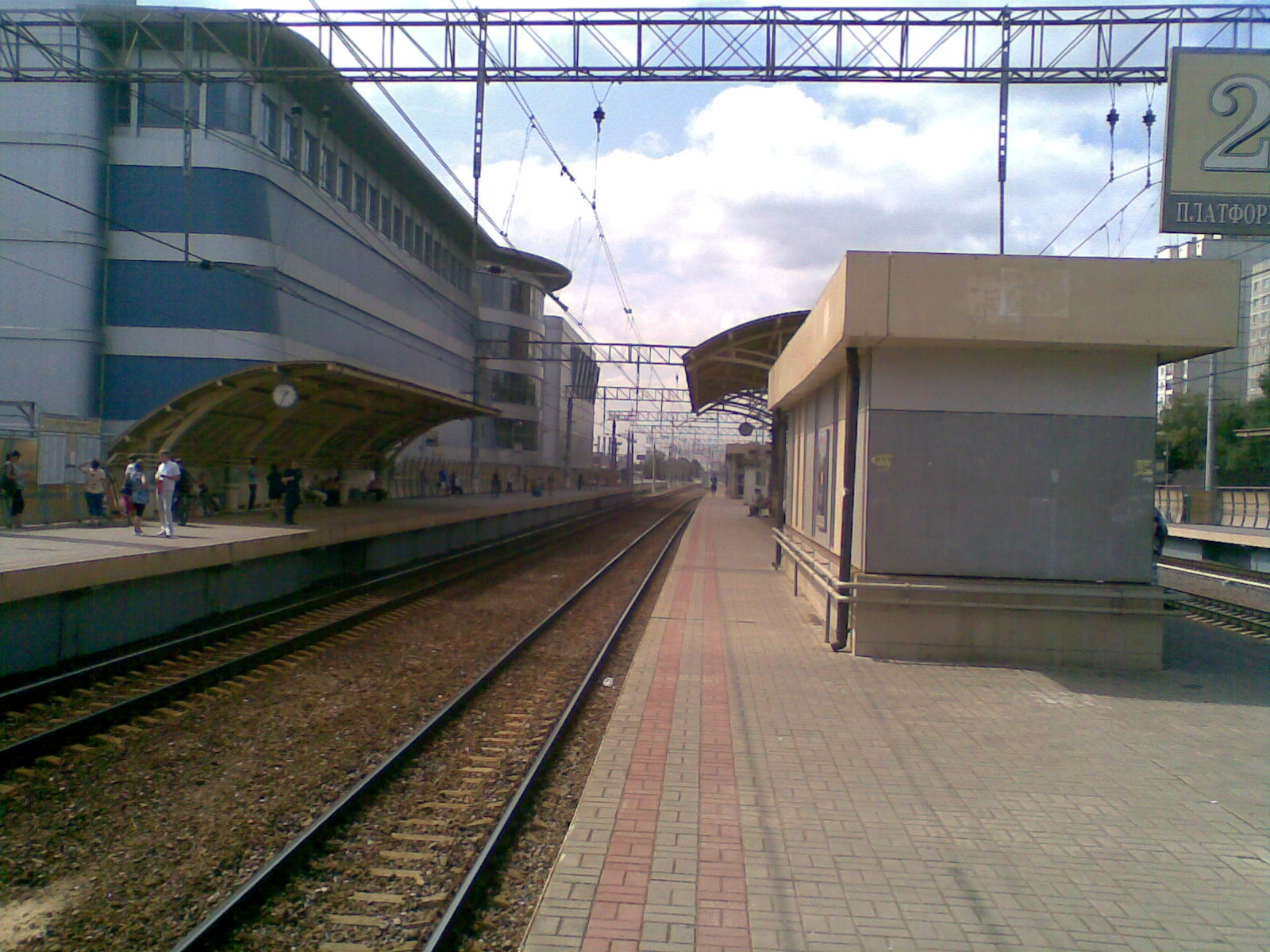
Вид в сторону платформы Новогиреево, 2009 г.
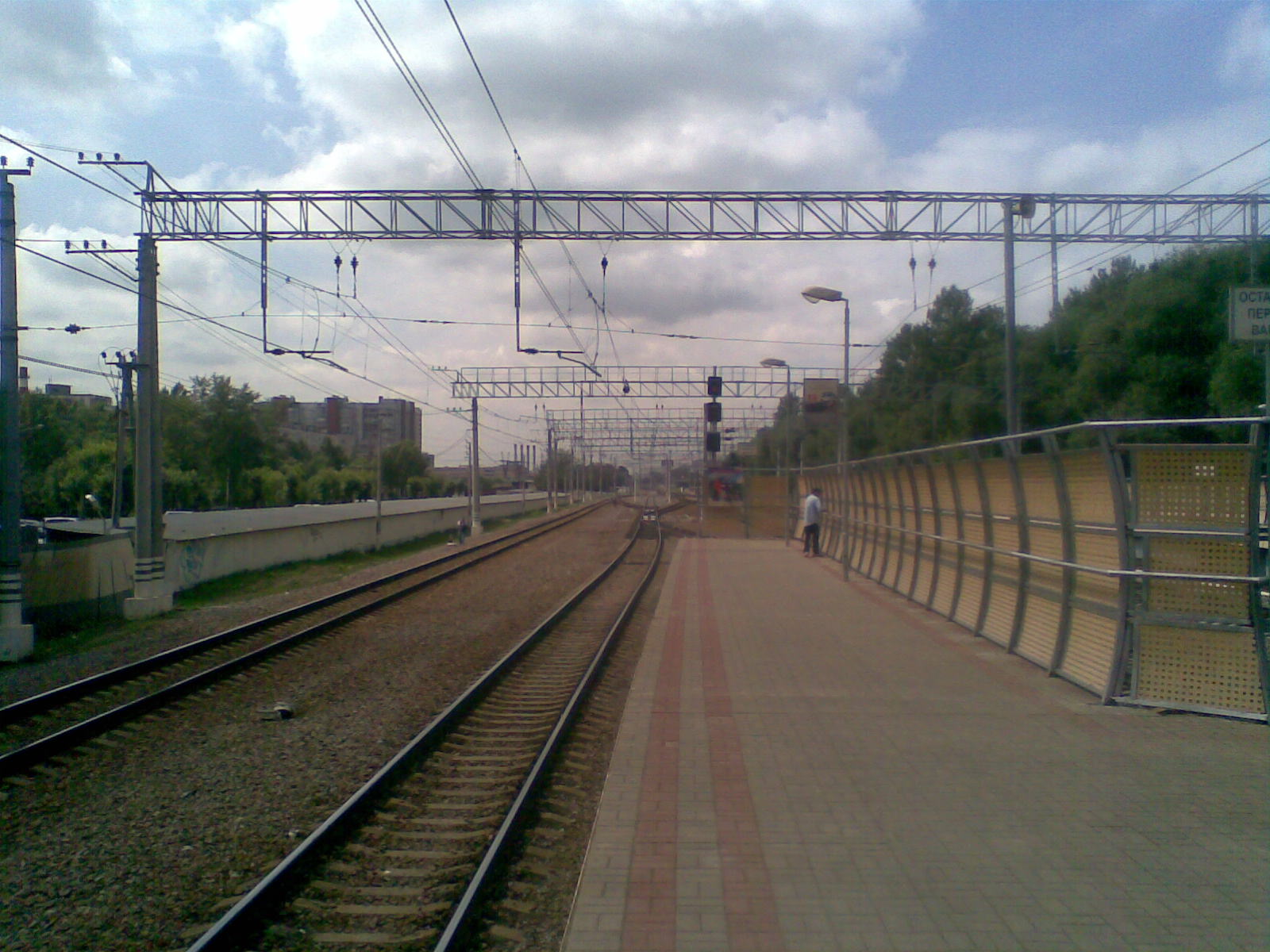
Вид в сторону платформы Новогиреево, 2009 г.
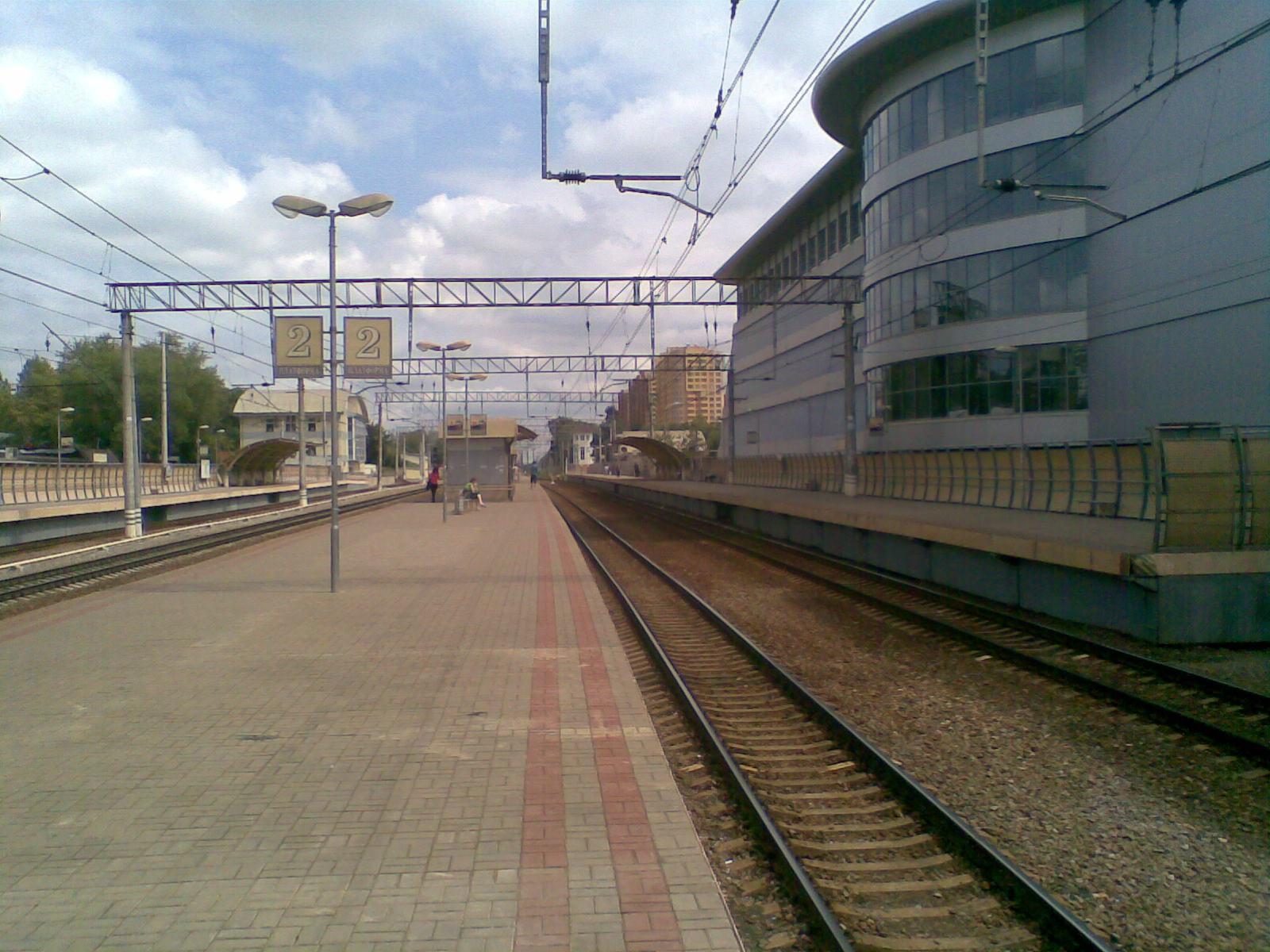
Вид в сторону платформы Никольское, 2009 г.
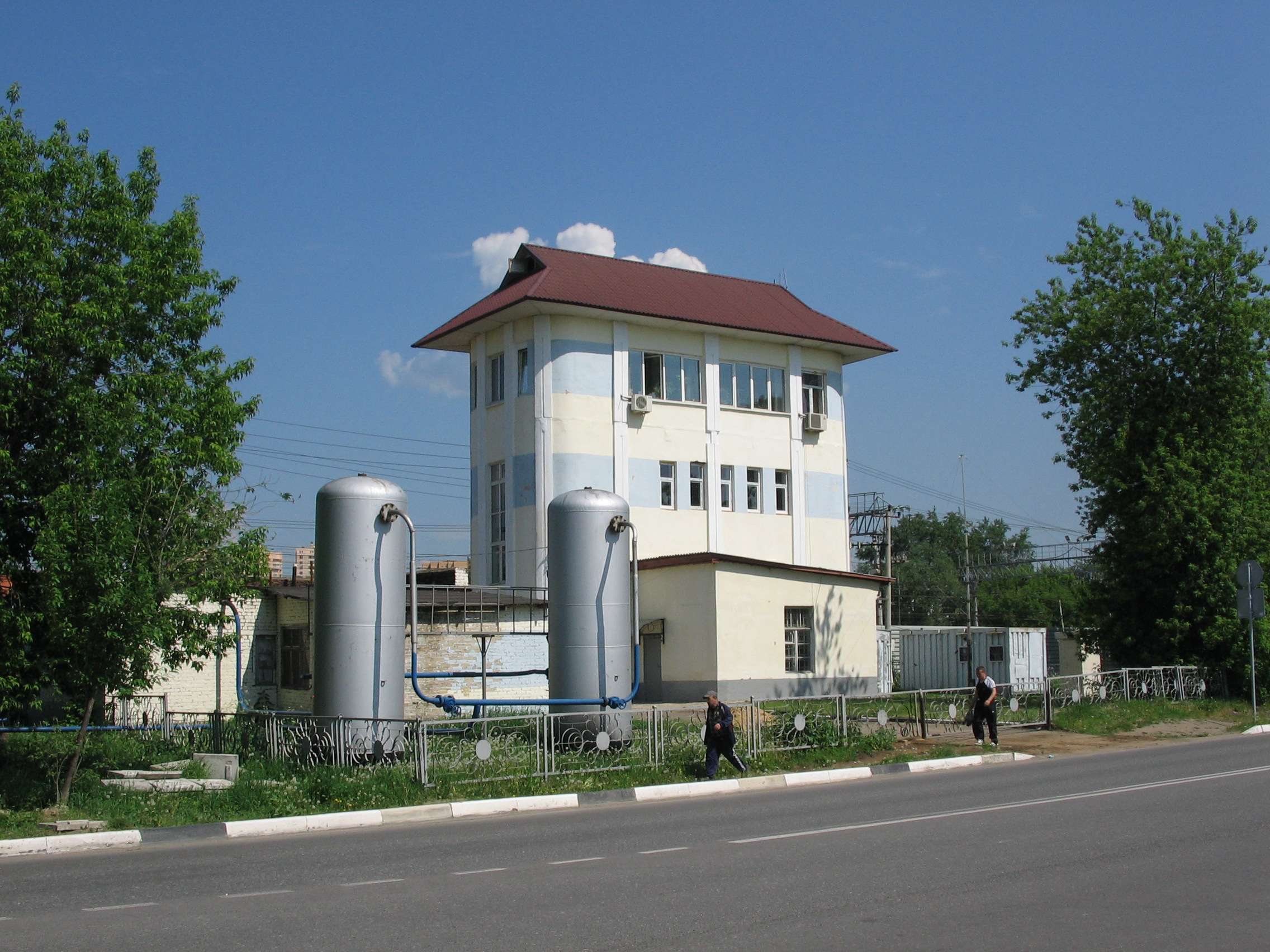
Центральный диспетчерский пункт и компрессорная станция, 2010 г.
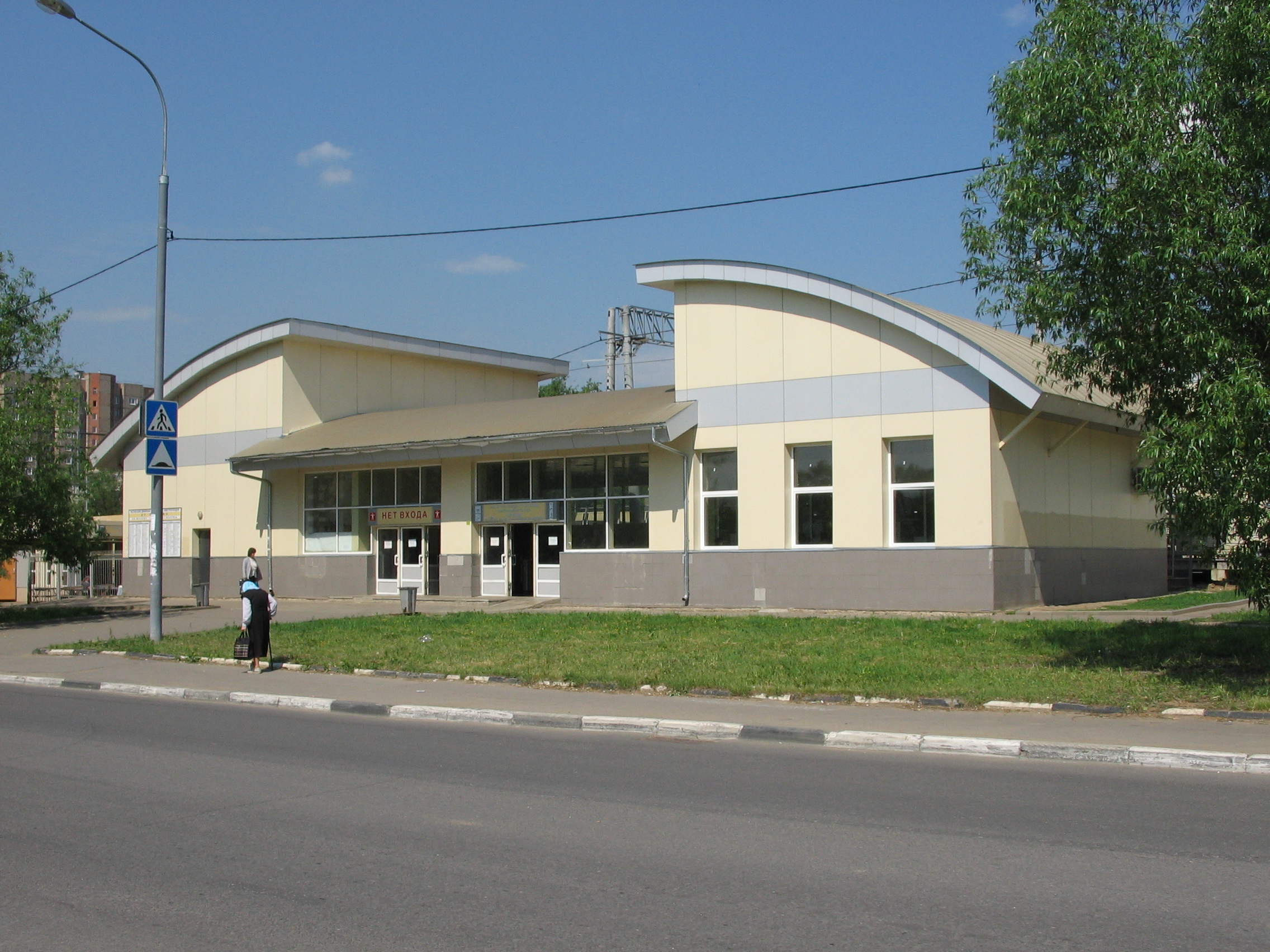
Турникетный зал с южной стороны, 2010 г.
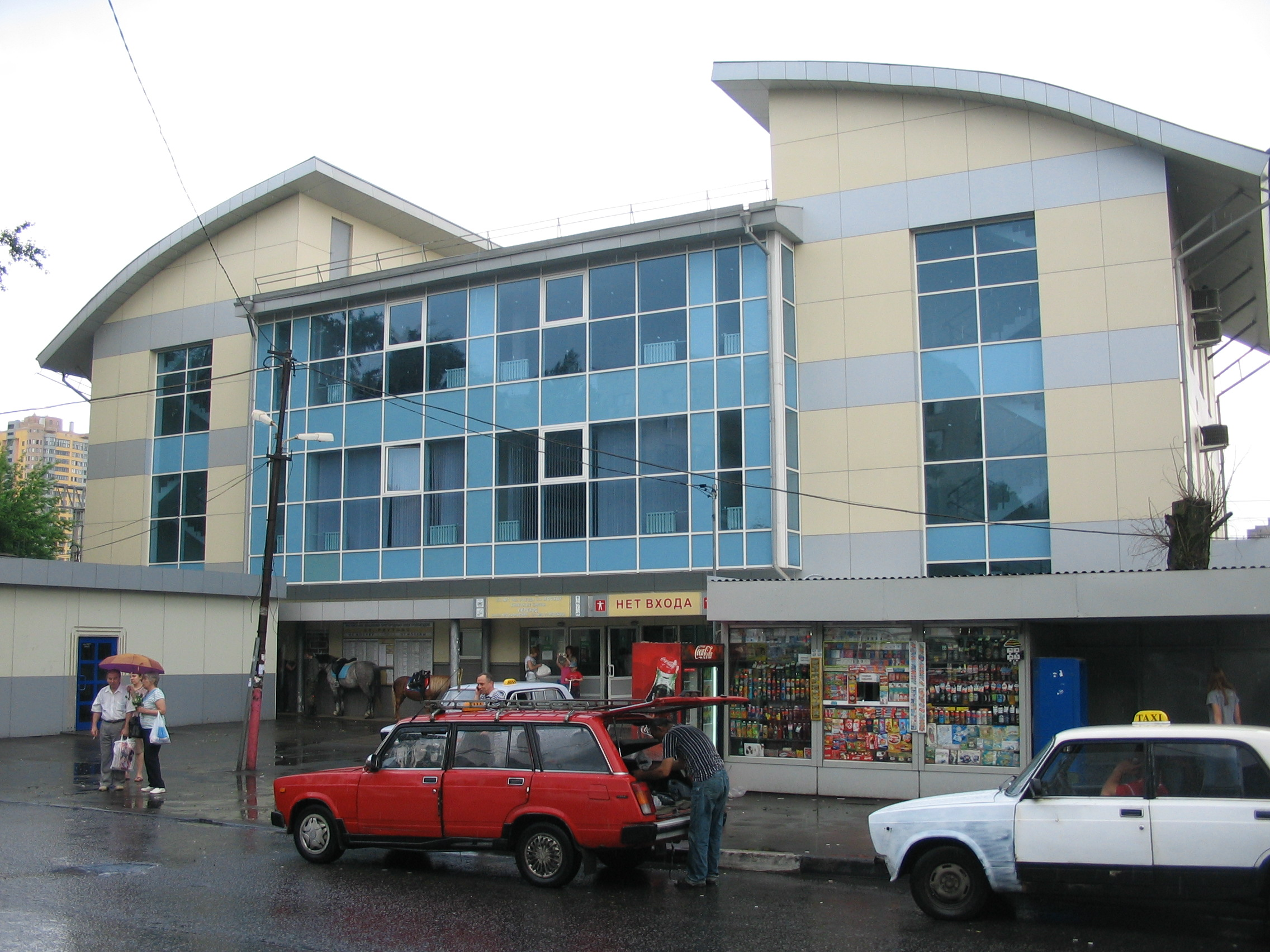
Вокзал на северной стороне, 2010 г.

В 2013 году стало известно, что в скором времени в связи со строительством 4 главного пути на участке Курский вокзал — Железнодорожная будет начата реконструкция путевого развития станции и платформ, а также установки шумопоглощающих экранов около железнодорожных путей. В мае 2019 года было завершено строительство и открыты новые платформы, а также новый подземный переход с кассами и турникетами. Новые платформы были построены в 300 метрах западнее прежних.
В конце 2018 года на станции внедрена «умная» система управлением поездов.
В октябре 2019 года в восточной части станции была открыта Реутовская эстакада, позволившая закрыть загруженный переезд. В 2020 году там же, в восточной стороне станции, но ближе к платформам, через существующие пути была открыта эстакада для электропоездов на Балашиху, которая позволила им отправляться без ожидания в связи со скрещиванием с поездами на главном ходу.
17 сентября 2020 года формально открыт остановочный пункт Ре́утов. В 2022 году принято решение о строительстве на станции новой тяговой подстанции.

## Описание

### Общая информация
Входит в Московско-Курский центр организации работы железнодорожных станций ДЦС-1 Московской дирекции управления движением. По основному характеру работы является промежуточной, по объёму работы отнесена к 3 классу. Станция является железнодорожным узлом: кроме главного хода Горьковского направления в восточной части от Реутова идёт двухпутное электрифицированное ответвление на Балашиху.

### Расположение и пересадки
Станция располагается ближе в юго-западной части города. С севера параллельно станции проходит улица Дзержинского, с юга — улицы Октября и Южная.
Рядом с входами на пассажирские платформы располагаются автобусные остановки:
- «МЦД Реутов» на ул. Дзержинского;
- «МЦД Реутов» и «Улица Октября, 5» на ул. Южная и Октября;

на которых можно пересесть на нижеследующие маршруты автобусного транспорта.

#### Московские автобусы
На этой станции можно пересесть на следующие маршруты городского пассажирского транспорта:

#### Подмосковные автобусы
№№ 14, 15Р, 17Р, 79, 142, 142а, 773, 926к, 1064

### Инфраструктура
Пассажирская часть станции состоит из двух островных высоких платформ, соединённых между собой и городом подземным пешеходным переходом, и оборудованных навесами. Реутово оборудовано кассами и турникетами, а пешеходный переход станции является доступным для маломобильных лиц. Также на осень 2023 года запланировано открытие надземного пешеходного перехода в восточной части станции между улицами Октября и Никольской.

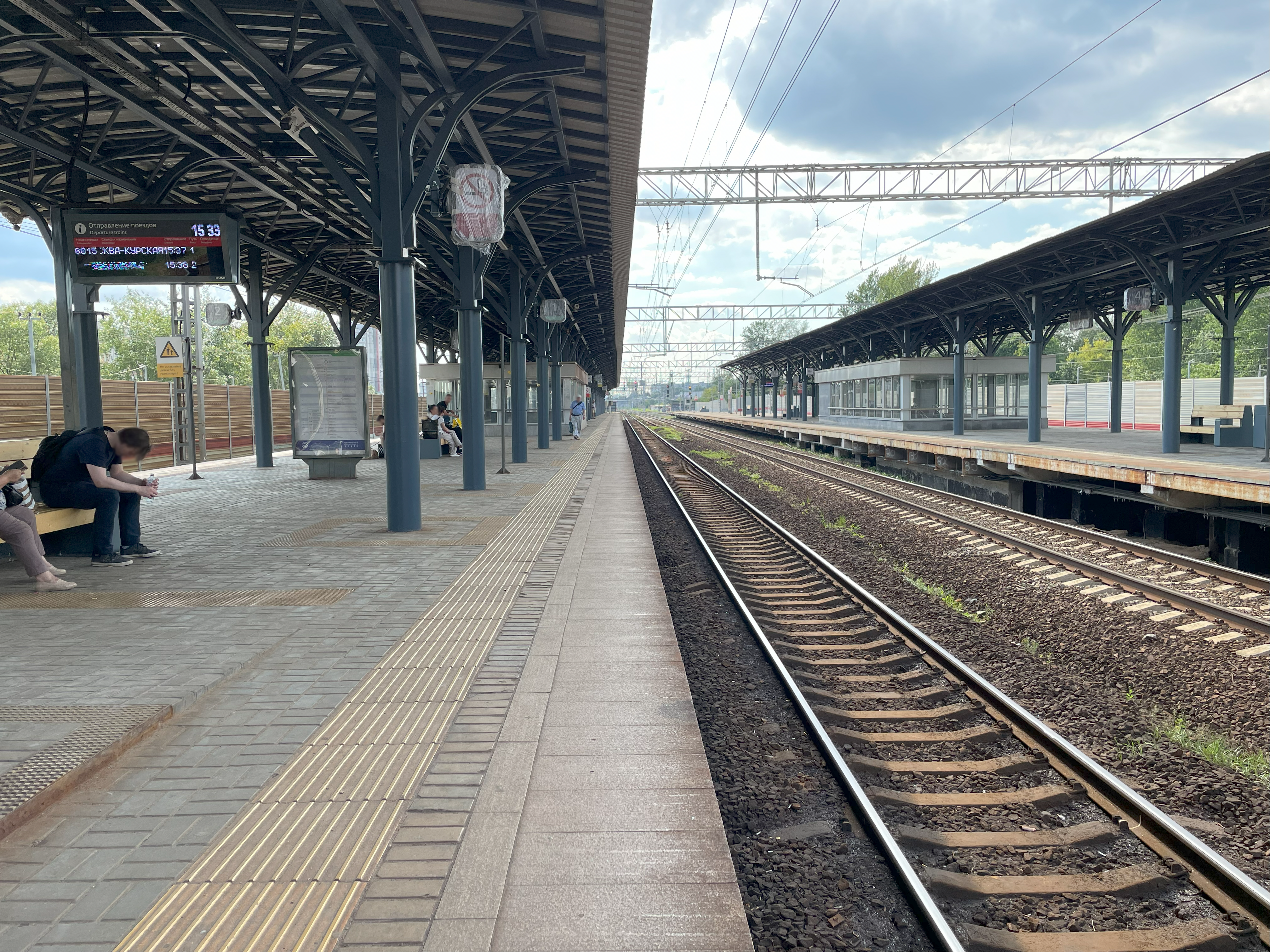
Вид в сторону платформы Новогиреево, 2023 г.
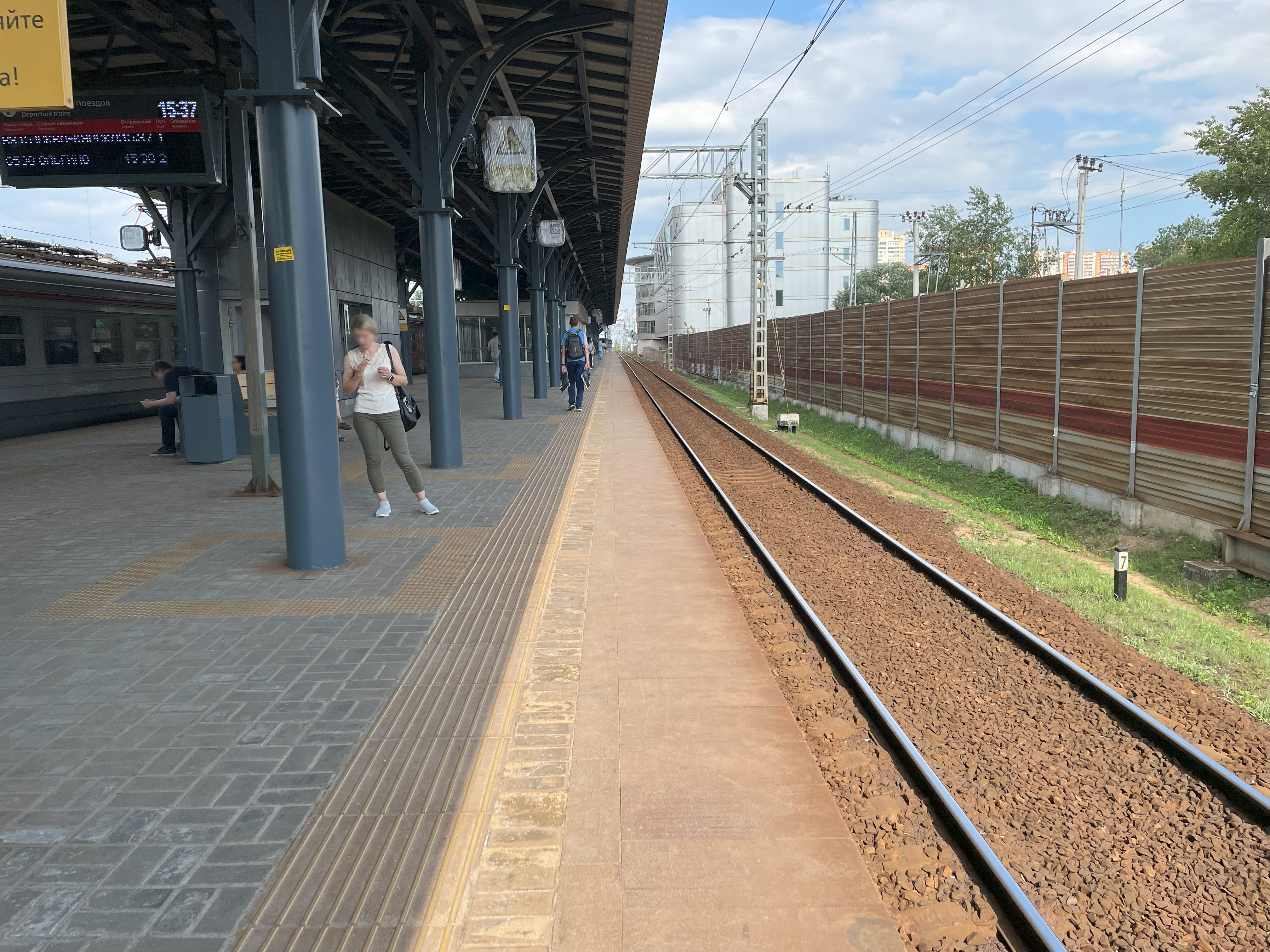
Вид в сторону платформы Никольское, 2023 г.

### Примечательные объекты рядом
Рядом со станцией располагается Храм Казанской иконы Божией Матери и Центральный парк города Реутова.

## Пассажирское движение
На станции останавливаются все пригородные электропоезда. Экспрессы и поезда дальнего следования проезжают станцию без остановки. Станция вошла в центральную зону МЦД-4, хотя с точки зрения тарифов ЦППК (не дающих права пересадки на метро) находится в Московской области.